# مسجد نقطه

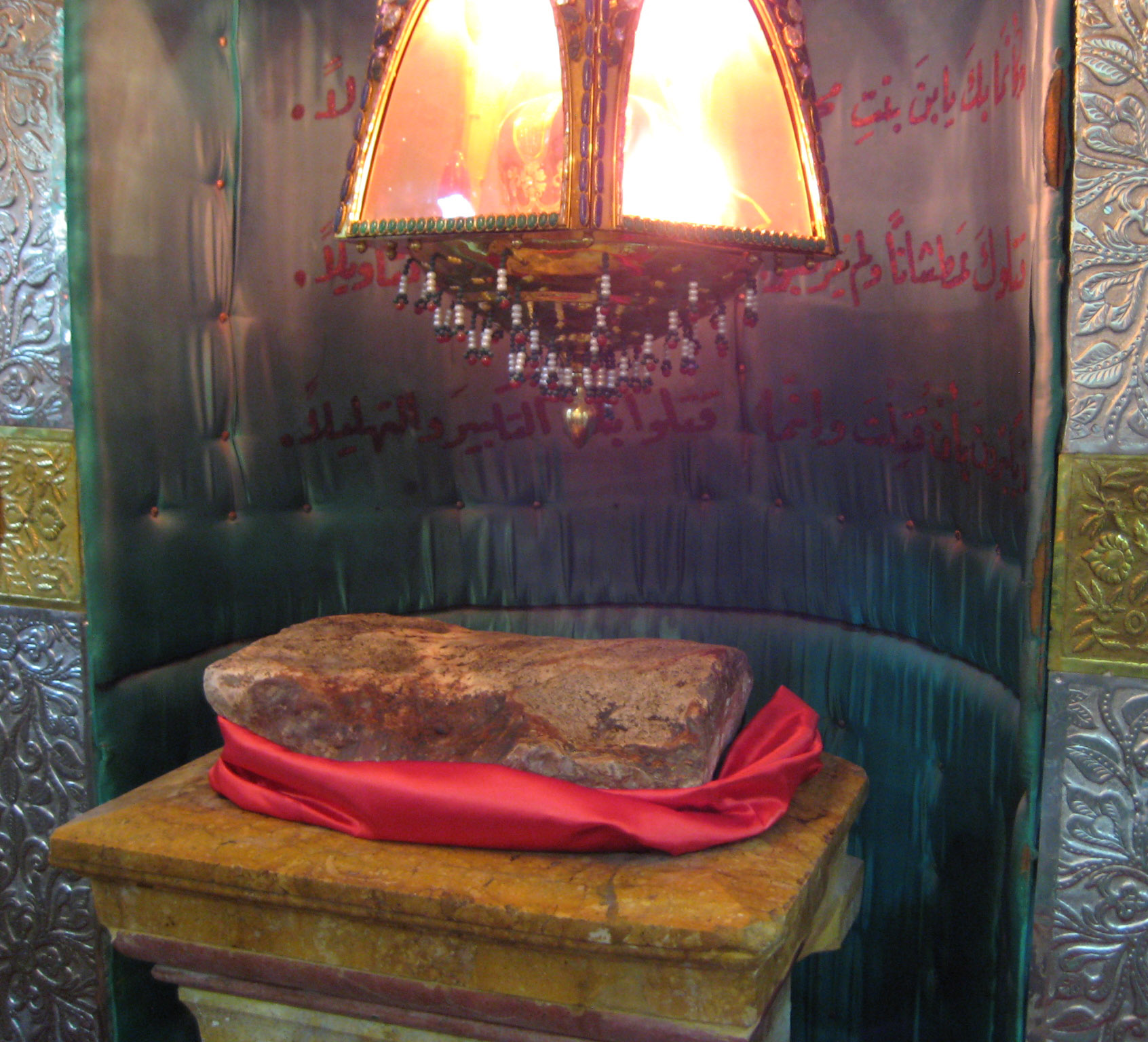

مسجد نقطه (به عربی: مسجد النقطة) مسجدی است متعلق به شیعیان در شهر حلب (سوریه) که به دلیل قرار داشتن سنگی که به باور برخی به خون حسین بن علی آغشته‌است مورد زیارت و توجه شیعیان است.

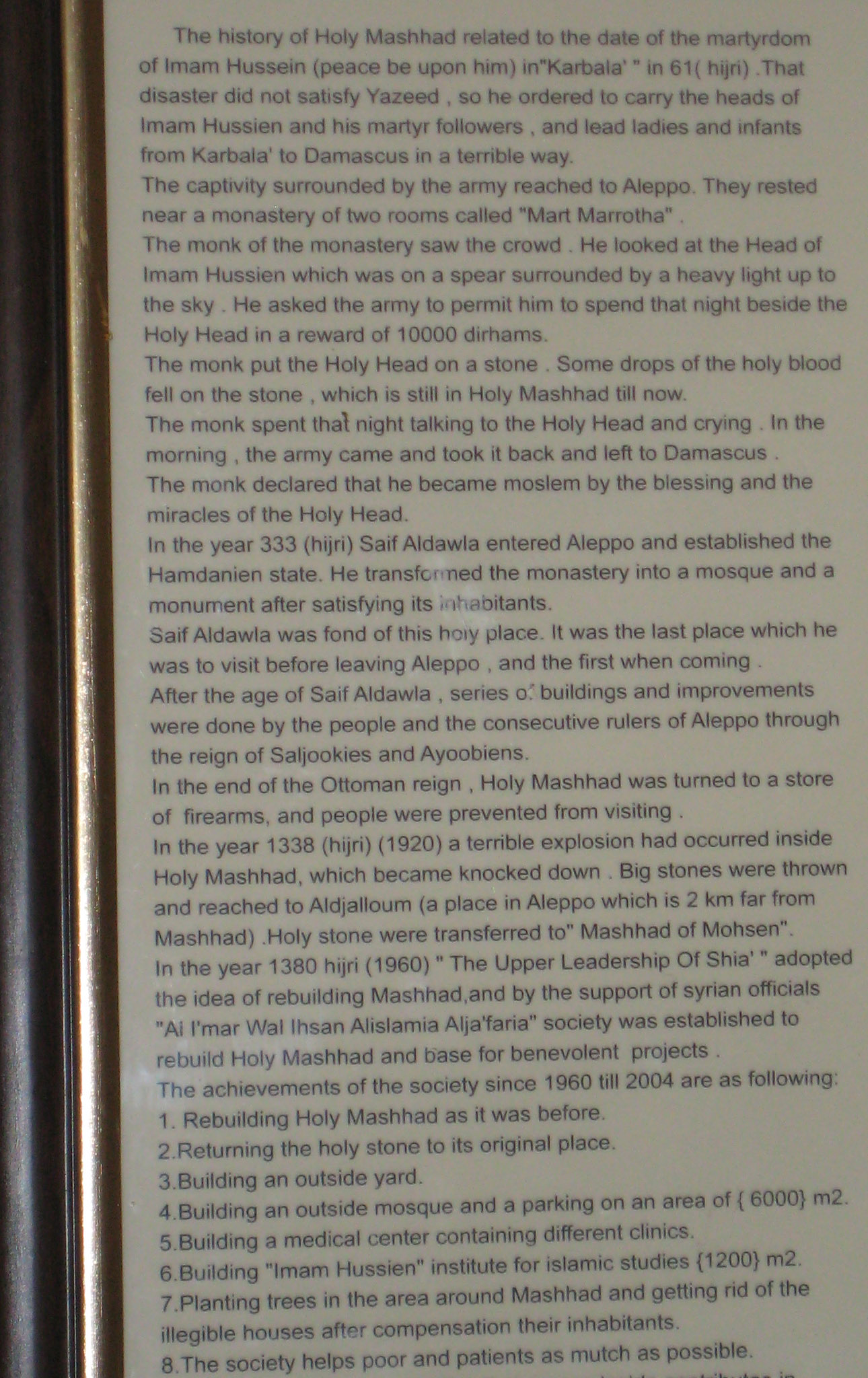
پلاکی در ابتدای مسجد که تاریخچه آنرا نشان می‌دهد.

اغلب منابع تاریخی معتقدند که پیکر حسین بن علی تماماً در کربلا قرار دارد اما چند نقطه از جمله در مصر مورد زیارت و توجه شیعیان قرار دارد.

## دوران معاصر
مسجد به دلیل درگیریهای نظامی در دوران فیصل اول منفجر شده و سپس تا سال ۱۹۹۱ مورد بازسازیهای مختلف قرار گرفته‌است.